# Luise Ermisch
Luise Ermisch, född 1916, död 2001, var en tysk politiker. Hon var medlem i Östtysklands Högsta Presidium, statens kollektiva statsöverhuvud, 1952–1965.